# Дубровичи
Дубровичи (на руски: Дубровичи) е село в Рязански район, Рязанска област, Русия. Населението му през 2010 година е 1485 души. Дубровичи е разположено в централната част на Европейска Русия, близо до автомобилен мост над река Ока. Намира се на 13 километра североизточно от Рязан.
Климатът на Дубровичи е умереноконтинентален (Dfb по Кьопен) с горещо и сравнително влажно лято и дълга студена зима.

## Население
| 2010 |
| ---- |
| 1485 |